# Martés
Martés (spanisch) bzw. Martes (aragonesisch) ist ein Ort im Pyrenäenvorland am Rande des Jakobswegs.  Er gehört zur Gemeinde Canal de Berdún in der Comarca Jacetania in der Provinz Huesca der Autonomen Gemeinschaft Aragonien.
Das Dorf liegt auf einem Hügel und hebt sich aus den wie aufgereiht liegenden Wehrdörfern an der südlichen Seite der Senke, die Canal de Berdún genannt wird, durch eine Häufung religiöser Gebäude heraus:
- Pfarrkirche Nuestra Señora de las Candelas aus dem 16. Jahrhundert,
- Einsiedelei Nuestra Señora de Javierremartés, 14. Jahrhundert,
- Einsiedelei San Pelay,
- Einsiedelei San Sebastián.

Ein weiteres historisches Gebäude ist die Casa Consistorial (Rathaus) aus dem 15. Jahrhundert.